# Infiesto
Infiesto (en asturiano y oficialmente, L'Infiestu)es una villa y capital del concejo asturiano de Piloña, en el norte de España. Pertenece a la parroquia de San Antonio y su población es de 2.380 habitantes de acuerdo a los datos del INE de 2021.

## Historia
Infiesto es la principal villa y la capital del concejo de Piloña, si bien no fue parte de una parroquia independiente hasta 1892, cuando se separó de la de San Juan para formar la de San Antonio. El crecimiento de la villa se debió a la economía mercantil y como vía de paso y comunicación entre el centro de Asturias y León, a través de la ruta que cruzaba el desfiladero de los beyos y el puerto del Pontón. Actualmente sigue siendo un centro comercial dando cobertura a los alrededores rurales de la zona oriental de Asturias, siendo también un centro residencial gracias a estar situada junto a la carretera nacional N-634 y contar con estación de la Red de Ancho Métrico (RAM) de Adif, operada por Renfe Cercanías AM.

## Cultura

### Patrimonio material

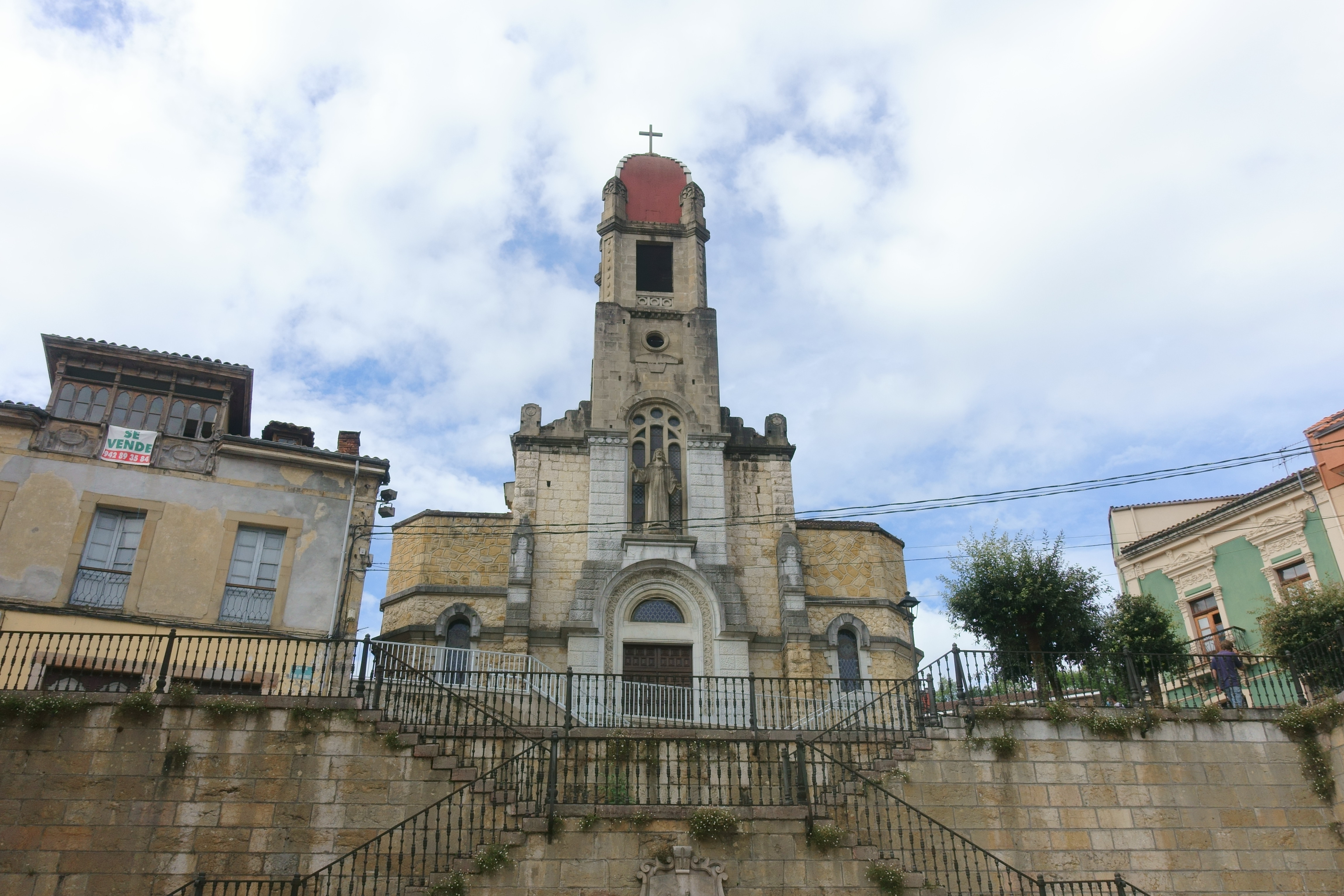
Iglesia de San Antonio de Padua

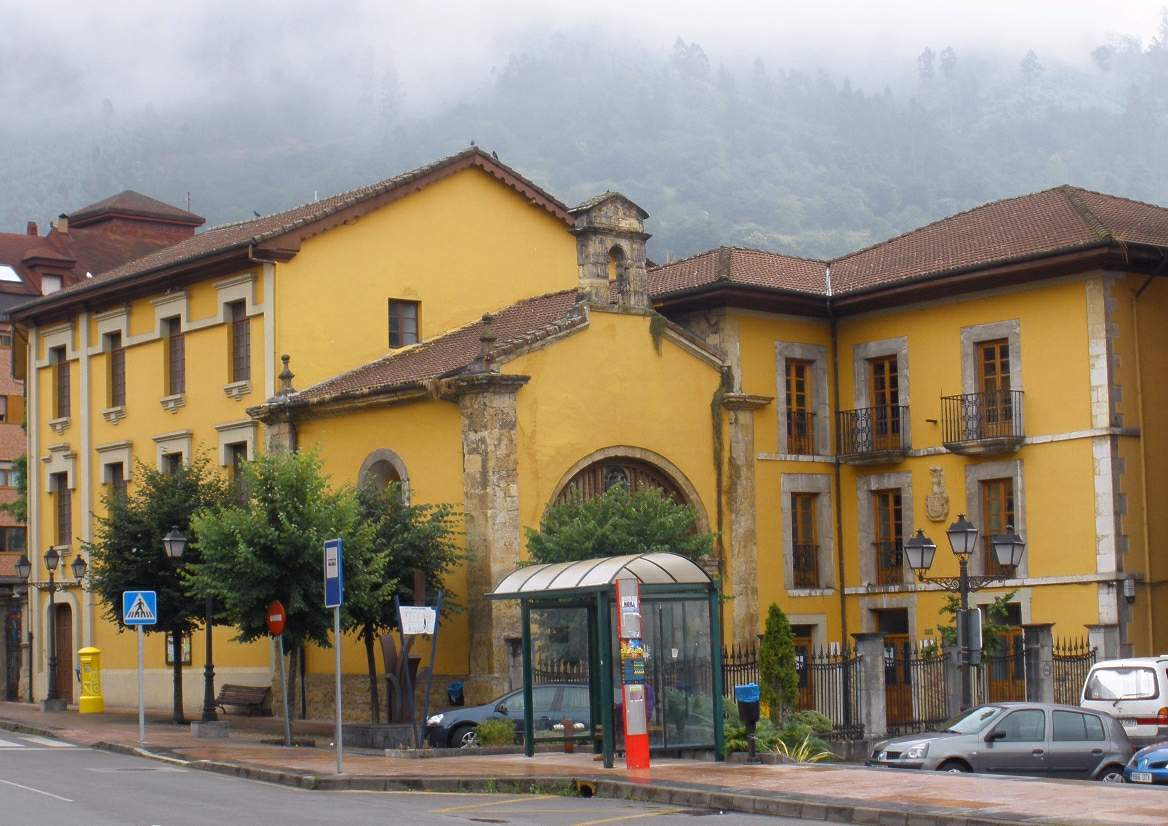
Casa Cobián

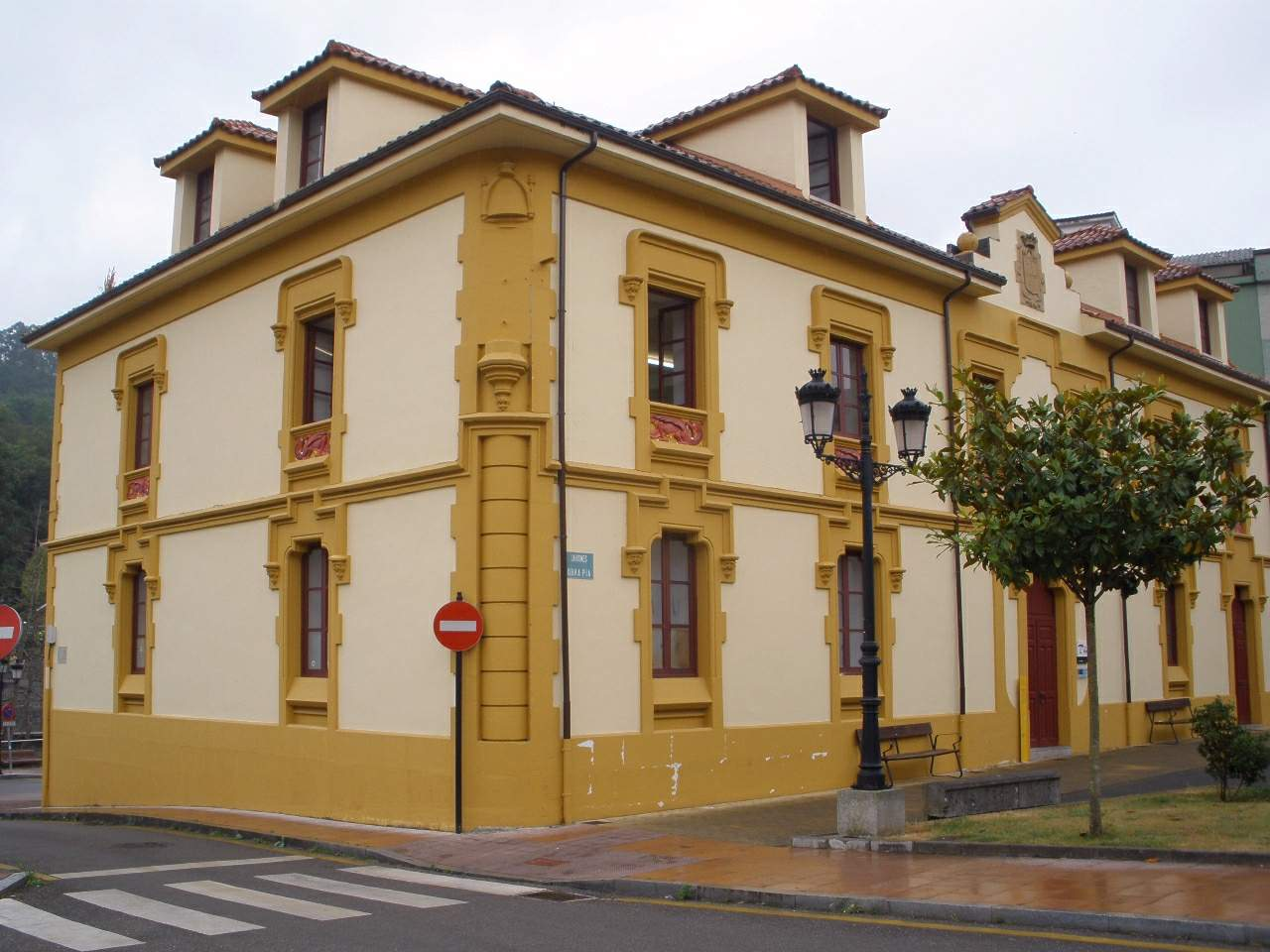
Casa del Tiempo

- Antiguas escuelas: construidas en 1910 por el arquitecto Juan Álvarez Mendoza
- La Benéfica, como idea originaria, surgió por 1906 como una sociedad de socorro mutuo en una época en la que no existía la Seguridad Social. Un proyecto comunitario que prestaba asistencia social al pueblo. En 1926 se construyó el edificio que en su día también fue teatro para acabar su vida útil como cochera.[3]Se ha convertido en La Benéfica Espaciu Cultural  donde tengan cabida la expresión artística contemporánea y vanguardista, pero también a la cultura popular y tradicional, y que facilite la trasmisión de conocimiento entre las distintas generaciones.[4]
- Iglesia de San Antonio: construida en 1912 en estilo neorrománico aunque no se completó hasta 1940.
- Casa consistorial: ejemplo de casa consistorial de 1900
- Palacio de Cobián: situado en el centro de Infiesto, es una casona barroca del siglo XVIII. Su capilla data del siglo XVII.
- Arquitectura comercial: numerosas casas de estilo modernista se distribuyen a lo largo de la calle Covadonga, destacando por sus miradores acristalados, característicos de la arquitectura para la burguesía comercial de Asturias en torno a 1900.
- Casa del Tiempo: antigua Obra Pía, edificio modernista que alberga un museo de relojes
- Santuario de la Virgen de la Cueva, situado a las afueras de Infiesto.

### Celebraciones
Las fiestas en honor a patrón de la villa de Infiesto,  San Antonio de Padua, se celebran cada 13 de junio con la tradicional  misa solemne, acompañada por la «Coral Polifónica Piloñesa», y posterior procesión por las calles de la villa en la que el patrón va acompañado por mozas y mozos vestidos con el traje típico asturiano portando ramos adornados con panes y productos locales típicos al son de la música de la gaita y el tambor.
En el mes de agosto se celebra el mercado tradicional. 
También es muy popular el Festival de l'Ablana (avellana). Y la feria de artesanía y productos agroalimentarios que se celebra el domingo por la mañana en la «Plaza del Ganado».